# It’s All Too Much
It’s All Too Much (englisch für: Es ist alles zu viel) ist ein Lied der britischen Rockband The Beatles, das 1969 auf der LP Yellow Submarine veröffentlicht und von George Harrison geschrieben wurde. Die Aufnahmen entstanden bereits 1967, kurz vor der Veröffentlichung von Sgt. Pepper’s Lonely Hearts Club Band, und sollten eigentlich auf dem nächsten Album Magical Mystery Tour erscheinen, was jedoch verworfen wurde.

## Aufnahme
Der Song wurde am 25., 31. Mai und am 2. Juni 1967 in den De Lane Lea Studios, London, aufgenommen und gehört damit zu den wenigen Titeln der Beatles, die nicht in den Abbey Road Studios eingespielt wurden. Der Basistrack entstand am 25. Mai. Harrison übernahm neben der Orgel den Lead-Gesang der Aufnahme, bei der er sich von John Lennon, Paul McCartney und Ringo Starr begleiten ließ; dabei ist unklar, ob Lennon den ungewöhnlichen Gitarrenpart spielte, oder ob dieser von McCartney stammt. Am Anfang des Titels tauchen Sprachfetzen von Harrison und Lennon auf, der vermutlich das verzerrte Gitarrenintro spielte. Danach setzt die von George Harrison gespielte Hammond-Orgel ein, während die drei anderen Musiker für den gleichbleibend monotonen Rhythmus sorgten. Die Musiker schlugen anschließend mit Trommelstöcken auf verschiedene Tomtoms, Trommel und Becken, unterstützt von Mal Evans am Tamburin. In den darauffolgenden Tagen wurden mehrere Overdubs aufgenommen. Für die Bläserpassagen wurden fünf Studiomusiker engagiert; ein Klarinettist und fünf Trompeter, darunter David Mason, der das Piccolotrompeten-Solo bei der Aufnahme von Penny Lane gespielt hatte.

## Komposition und Liedtext
Das Stück verbleibt meist in G-Dur, mit harmonischen Wendungen, wie sie Harrison in anderen Beatles-Songs wie Long, Long, Long  und The Inner Light verwendete. Dabei besteht eine musikalische Konstante in Musik und Text:

“It’s all too much for me to see,

a love that’s shining all around here.

The more I am, the less I know,

and what I do is all too much.”

Der Song lehnt sich an Bestandteile anderer Lieder an; die Zeile „With your long blonde hair and your eyes of blue“ wurde dem Song Sorrow entnommen, den die früheren The-Merseybeats-Mitglieder Tony Crane und Billy Kinsley als The Merseys eingespielt hatten, und die Trompeten verarbeiten Jeremiah Clarkes Prince of Denmark’s March.

## Veröffentlichung
- Am 13. Januar 1969 erschien in den USA das 17. Beatles-Album Yellow Submarine, auf dem All Together Now enthalten ist. In Großbritannien wurde das Album am 17. Januar veröffentlicht, dort war es das elfte Beatles-Album. In Deutschland erschien das Album am 21. Januar 1969, dort war es das 14. Album der Beatles.
- Am 13. September 1999 erschien das von Peter Cobbin und seinen Assistenten Paul Hicks und Mirek Stiles neu abgemischte Soundtrackalbum Yellow Submarine Songtrack. Der Gesang, der Chorgesang und die Instrumente sind bei der neuen Stereoversion von It’s All Too Much deutlich klarer zu hören. Es wurden für den wiederveröffentlichten Film Yellow Submarine darüber hinaus 5.1-Abmischungen angefertigt.

## Coverversionen
Von Harrisons Lied entstanden in den Folgejahren verschiedene Coverversionen, u. a. von Steve Hillage, Grateful Dead und Journey.